# Johan de Cassemajor
Johannis (Johan) de Cassemajor ('s-Hertogenbosch, 2 februari 1669 - Deurne, 29 februari 1720) was een Nederlandse schout.

## Bestuurlijke carrière
Johan de Cassemajor werd geboren als zoon van Johan de Cassemajor en Christina van Muijswinckel. Hij was de oudste in een gezin van vijf kinderen. Johan de Cassemajor was als secretaris werkzaam te Lith (1706-1710), en volgde in 1710 Louis Caesteker op als schout van de heerlijkheid Deurne. Tussen 1711 en 1719 was hij er tevens secretaris. Na zijn voortijdige dood werd hij te Deurne opgevolgd door zijn broer Pero de Cassemajor, die al sinds 1719 het secretarisambt onder hem bekleedde.
Vóór 1700 huwde Johan met Gerardina van Dinter, met wie hij tussen 1700 en 1714 een zoon en twee dochters kreeg. Zijn gelijknamige zoon Johan, drossaard te Helmond, huwde met de dochter van zijn broer Pero.